# 中国共产党津市市委员会
中国共产党津市市委员会（简称中共津市市委）是中国共产党在湖南省常德市津市市的领导机关。

## 沿革

### 反腐败工作
2011年12月13日，长沙市中级人民法院对刘万清受贿案一审宣判：刘万清犯受贿罪、巨额财产来源不明罪、徇私舞弊暂予监外执行罪，数罪并罚判处无期徒刑，并且没收个人全部财产，剥夺政治权利终身，其受贿犯罪所得及其他违法所得财物折合人民币共计1700余万元，上缴国库。

## 职责
根据《中国共产党地方委员会工作条例》，中国共产党地方委员会主要实行政治、思想和组织领导，承担下列职能：
1. 对本地区重大问题作出决策。
2. 通过法定程序使党组织的主张成为地方性法规、地方政府规章或者其他政令。
3. 加强对本地区宣传思想文化工作的领导，牢牢掌握意识形态工作领导权、话语权。
4. 按照干部管理权限任免和管理干部，向地方国家机关、政协组织、人民团体、国有企事业单位等推荐重要干部。
5. 支持和保证人大、政府、政协、法院、检察院、人民团体等依法依章程独立负责、协调一致地开展工作，发挥这些组织中党组的领导核心作用。
6. 加强对本地区群团工作和统一战线工作的领导。
7. 动员、组织所属党组织和广大党员，团结带领群众实现党的目标任务。

## 历任书记
| 姓名   | 就任日期   | 卸任日期  | 备注        |
| ------ | ---------- | --------- | ----------- |
| 刘万清 | 1989年12月 | 1991年    | [ 5 ] [ 6 ] |
| 宋冬春 | 1999年12月 | 2002年5月 | [ 7 ]       |
| 何英平 | 2006年6月  | 2011年9月 |             |
| 王学武 | 2011年12月 | 2016年7月 | [ 8 ]       |
| 傅勇   | 2016年7月  | 2021年7月 | [ 9 ]       |
| 黄旭峰 | 2021年7月  |           | [ 10 ]      |